# En flicka på halsen
En flicka på halsen är en svensk långfilm från 1982, skriven och regisserad av Tomas Löfdahl.

## Handling
När Johan kommer hem en kväll finns hans granne Pia där; hon har en lapp där hennes pappa ber Johan att ta hand om henne. Men Johan har inte tid med det eftersom han håller på med en viktig uppgift på jobbet.

## Rollista
- Björn Skifs – Johan
- Liv Alsterlund – Pia
- Gösta Engström – Bengt
- Stig Ossian Ericson – professor Bagge
- Gösta Ekman – Kurt
- Roland Janson – Felix
- Anki Lidén – Marie-Louise
- Ragnar Frisk – Lange
- Marrit Ohlsson – Strand
- Karin Miller – Britt
- Marlou Mönnig – sekreterare
- Åke Lagergren – delegationsman
- Fredrik Ohlsson – polis
- Gunnar Ernblad – polis
- Magnus Härenstam – korvgubbe
- Henrik S. Järrel – man med tidning[2]

## Om filmen
Filmen spelades in i Stockholm mellan den 5 oktober  och den 10 december 1981 och hade premiär den 13 augusti 1982.
En flicka på halsen har visats i SVT, bland annat i oktober 2024.